# Kołodziejówka (skała)

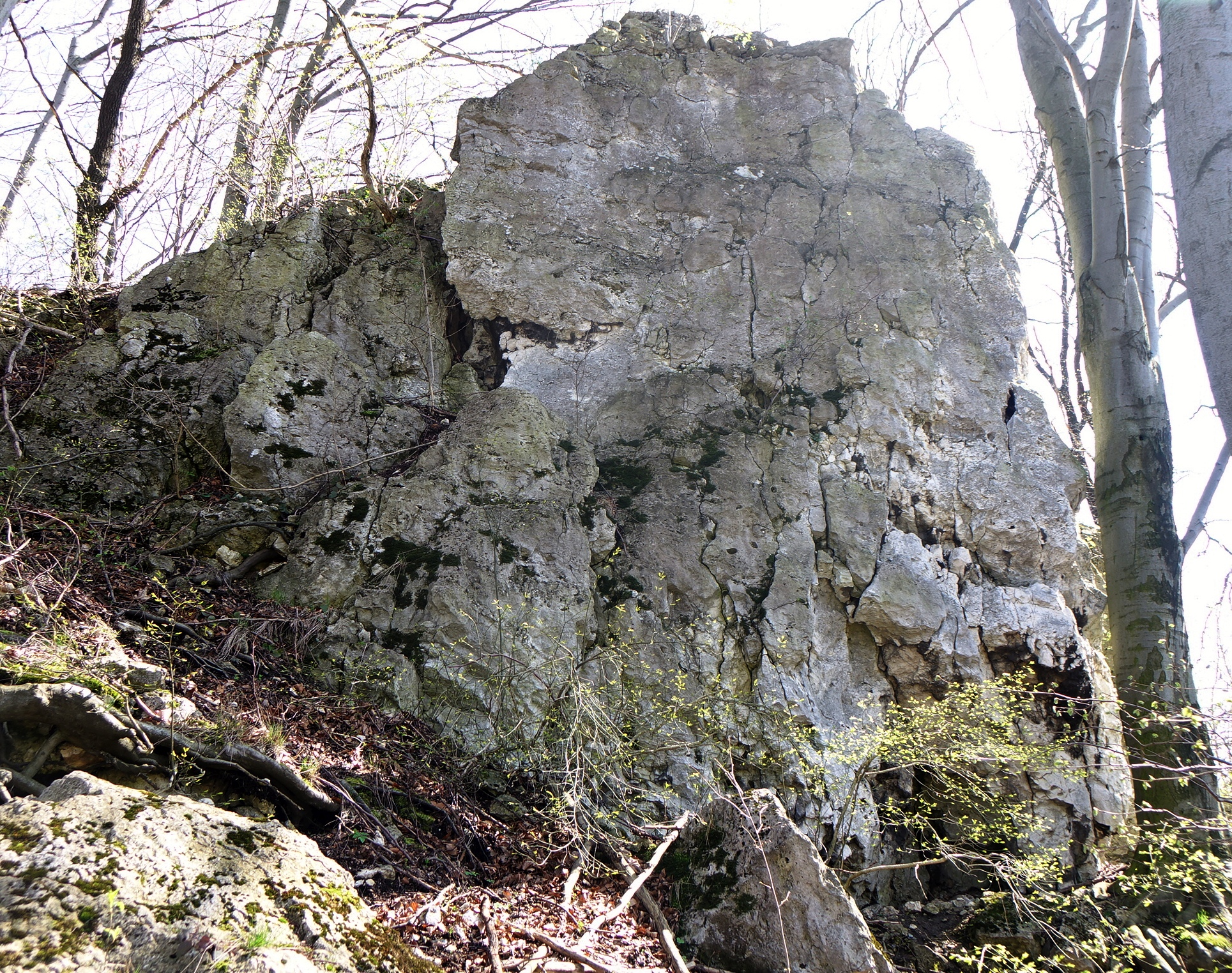

Kołodziejówka – skała na Wyżynie Olkuskiej (część Wyżyny Krakowsko-Częstochowskiej), w miejscowości Sąspów w województwie małopolskim, w powiecie krakowskim, w gminie Jerzmanowice-Przeginia. Skała znajduje się w najwyższej części wąwozu Babie Doły, w orograficznie prawym jego zboczu, na południowo-zachodnim skraju niewielkiego lasu.
W Kołodziejówce znajdują się dwie niewielkie jaskinie: Schronisko Południowe przy Kołodziejówce i Schronisko Północne przy Kołodziejówce. Po północnej stronie wzniesienia z Kołodziejówką biegnie wąska asfaltowa droga, a tuż przy niej jest skała Snopek, na której uprawiana jest wspinaczka skalna. Obydwie te skały znajdują się w odległości około 180 m od siebie.